# Všelibice
Všelibice (deutsch Schellwitz) ist eine Gemeinde in Tschechien. Sie liegt vier Kilometer westlich von Český Dub und gehört zum Okres Liberec.

## Geographie
Všelibice befindet sich südlich des Jeschkengebirges in der Ralská pahorkatina (Rollberg-Hügelland) am Oberlauf der Malá Mohelka, die nördlich des Dorfes entspringt. Nordwestlich erhebt sich die Jelínka (Jellinkaberg, 504 m).
Nachbarorte sind Budíkov und Čihadlo im Norden, Roveň und Český Dub im Nordosten, Loukovičky im Osten, Bohumileč und Březová im Südosten, Malčice und Doleček im Süden, Lesnovek im Südwesten, Vystrkov, Cetenov und Hrubý Lesnov im Westen sowie Vlachové und Zábrdí im Nordwesten.

## Geschichte
Všelibice wurde zwischen dem 13. und 14. Jahrhundert im Zuge der Kolonisation der Gegend durch die Markwartinger gegründet. Die erste schriftliche Erwähnung von Všelibice erfolgte im Jahre 1419, als die Brüder Ješek, Matěj und Mikeš von Palohlavy ihre Einkünfte aus dem Dorf an den Komtur des Johanniterordens in Český Dub, Fabian von Dub, verkauften. Nachdem die Kommende in den Hussitenkriegen erlosch, wurde Všelibice ein Teil der Herrschaft Všelibice. Seit dem Beginn des 16. Jahrhunderts besaßen die Wartenberger die Herrschaft. Wegen Beteiligung des Adam von Wartenberg am böhmischen Ständeaufstand 1547 wurden seine Güter durch den böhmischen Landesherrn Ferdinand I. konfisziert. Neben den Herrschaften Český Dub und Turnov sowie der Burg Frýdštejn gehörte auch die Feste Všelibice zum eingezogenen Besitz. Diese erlosch und wurde später nicht wieder erwähnt. 1552 kaufte Johann von Oppersdorff Český Dub und Frýdštejn. Všelibice wurde 1591 zusammen mit der Herrschaft Český Dub an Zikmund Smiřický von Smiřice verkauft und ging 1622 in den Besitz Albrecht von Waldsteins über. Nach dessen Ermordung in Eger wurden die Güter konfisziert und 1635 Johann Ludwig Hektor von Isolani übergeben. Dessen Tochter Regina schenkte das Erbe 1653 dem Augustinerkloster St. Jakobus in Wien. Nach der Aufhebung des Klosters im Zuge der Josephinischen Reformen gehörte Všelibice dem staatlichen Religionsfonds von Niederösterreich, von dem es die Fürsten Rohan erwarben.
Nach der Aufhebung der Patrimonialherrschaften bildete Všelibice/Schellwitz ab 1850 mit den Ortsteilen Budíkov, Čihadlo und Roveň eine Gemeinde im politischen Bezirk Turnov. Mit Beginn des Jahres 1961 erfolgte die Auflösung des Okres Turnov und Všelibice wurde dem Okres Liberec zugeordnet. Zugleich wurden Březová, Malčice und Podjestřábí an Všelibice angegliedert. 1980 erfolgte die Eingemeindung von Benešovice, Cetenov, Chlístov, Hlavice, Lísky, Nantiškov, Nesvačily, Přibyslavice und Vrtky, wobei 1990 Cetenov und Hlavice wieder eigenständig wurden.

## Gemeindegliederung
Die Gemeinde Všelibice besteht aus den Ortsteilen Benešovice (Beneschowitz), Březová (Bsowei), Budíkov (Budikau), Chlístov (Chlistow), Lísky (Lisek), Malčice (Maltschitz), Nantiškov (Nantischkow), Nesvačily (Neswatschil), Podjestřábí (Podjesterschab), Přibyslavice (Pschibislawitz), Roveň (Rowen), Vrtky (Wertek) und Všelibice (Schellwitz). Grundsiedlungseinheiten sind Benešovice, Březová, Čihadlo (Tschihadl), Lísky, Malčice, Nesvačily, Přibyslavice, Roveň, Vrtky und Všelibice.
Das Gemeindegebiet gliedert sich in die Katastralbezirke Benešovice u Všelibic, Březová u Všelibic, Malčice u Všelibic, Nesvačily u Všelibic, Přibyslavice und Všelibice.

## Sehenswürdigkeiten
- Sühnekreuz in Všelibice
- Kapelle in Všelibice, erbaut 1840
- Kapelle in Březová
- sandsteinerne Statue der hl. Dreifaltigkeit in Budíkov, errichtet 1865